# Øydeholmen
Øydeholmen (norwegisch für Ödnisinsel; in Australien Mount Kernot) ist ein hauptsächlich vereister Berg im ostantarktischen Kempland. Er ragt 6 km westlich des Rayner Peak südlich der Edward-VIII-Bucht auf.
Norwegische Kartografen, die auch die deskriptive Benennung vornahmen, kartierten ihn anhand von Luftaufnahmen, die bei der Lars-Christensen-Expedition 1936/37 entstanden. Das Antarctic Names Committee of Australia benannte ihn dagegen nach dem australischen Ingenieur William Charles Kernot (1845–1909), Royal Society of Victoria und Gründungsmitglied des Antarktiskomitees Australiens im Jahr 1886.